# دره زاغه بالا
دره زاغه بالا روستایی است در شهرستان بروجرد در استان لرستان. این روستا در دهستان والانجرد در بخش مرکزی این شهرستان قرار دارد.

## جمعیت
بنابر سرشماری مرکز آمار ایران، جمعیت دره زاغه بالا در سال ۱۳۸۵، برابر با ۲۱۹ نفر بوده‌است که از این میان ۱۲۳ نفر مرد و بقیه زن بوده‌اند. این روستا ۵۱ خانوار جمعیت دارد.